# Менелаос Антоніу
Менелаос Антоніу (4 травня 1995, Лакатамія) — кіпрський футбольний арбітр. Арбітр ФІФА та УЄФА з 2022 року. Судить матчі в Дивізіоні А з 2021 року.

## Суддівська кар'єра
16 жовтня 2021 року Антоніу провів свій перший матч у національній лізі Кіпру. Під час матчу між АЕК Ларнака та ПАЕЕК (3–0) суддя показав чотири жовті картки.
У європейських кубках він дебютував 13 липня 2023 року під час матчу між ФК «Хегельманн» та КФ «Шкупі» у першому кваліфікаційному раунді Ліги конференцій Європи УЄФА. Матч закінчився з рахунком 0–5, і суддя показав двом гравцям жовті картки.
Свій перший міжнародний матч на рівні збірних він провів 7 червня 2024 року, коли Румунія зіграла внічию 0–0 проти Ліхтенштейну. Під час цього матчу Антоніу показав п'ятьом гравцям Ліхтенштейну жовті картки.
Антоніу судив матч Суперкубка Кіпру 2023 року.
Він також судить матчі в Юнацькій лізі УЄФА, зокрема 6 листопада 2024 року судив матч «Марибор» — «Динамо» (Київ), який завершився з рахунком 1-3.
У 2025 році обслуговував матчі чемпіонату Європи серед юнаків (U-19) в Румунії.

## Міжнародні матчі
| Дата          | Місце             | Збірні                    | Результат | Турнир      | ЖК | YK · YK · RK | RK |
| ------------- | ----------------- | ------------------------- | --------- | ----------- | -- | ------------ | -- |
| 7 червня 2024 | Бухарест, Румунія | Румунія — Ліхтенштейн     | 0 — 0     | Товариський | 5  | 0            | 0  |
| 7 червня 2025 | Копенгаген, Данія | Данія — Північна Ірландія | 2 — 1     | Товариський | 1  | 0            | 0  |